# Doddabeechanahalli, Hunsur
Doddabeechanahalli là một làng thuộc tehsil Hunsur, huyện Mysore, bang Karnataka, Ấn Độ.